# تادئوش کونویتسکی
تادئوش کونویتسکی (لهستانی: Tadeusz Konwicki؛ ‏ ۲۲ ژوئن ۱۹۲۶ – ۷ ژانویهٔ ۲۰۱۵) نویسنده و کارگردان فیلم اهل لهستان بود. وی عضو فرهنگستان زبان لهستانی بود.
از فیلم‌ها یا مجموعه‌های تلویزیونی که وی در آن‌ها نقش داشته است، می‌توان به یوویتا، چقدر دور، چقدر نزدیک، مهمانسرا، فرعون و آخرین روز تابستان اشاره نمود.